# Jubileo de Rubí de Isabel II
El jubileo de rubí de Isabel II del Reino Unido, celebrado en 1992, marcó el 40.o aniversario de la adhesión de la monarca el 6 de febrero de 1952. A diferencia de su jubileo de plata en 1977, no hubo celebraciones públicas generalizadas; siendo un evento de bajo perfil. Sin embargo, hubo algunas celebraciones para marcar el hito.

## Conmemoraciones
El Reino Unido (incluidas sus dependencias de la Corona y los territorios de ultramar), los reinos de la Commonwealth y algunos antiguos reinos de la reina emitieron diferentes sellos y monedas que marcan los 40 años de Isabel II como monarca.

### En Australia
La reina y el duque de Edimburgo realizaron una gira real por Australia en febrero de 1992 para oficiar las celebraciones del 150.º aniversario del Ayuntamiento de Sídney, durante su 40.º aniversario como monarca. La reina inauguró oficialmente las remodelaciones en el Ayuntamiento de Sídney y también en el Paddock Stand en el hipódromo Royal Randwick de Sídney, sede del Australian Jockey Club, que también celebró su 150.º aniversario. También fue en esta ocasión que la reina certificó a Randwick como 'Real'.
El primer ministro de Australia, Paul Keating, también felicitó a la reina por alcanzar el 40.º aniversario de su acceso al trono. También fue en esta ocasión que el primer ministro Keating rompió el protocolo real al colocar su mano en la espalda de la reina, lo que provocó que los tabloides británicos indignados lo apodaran el 'Lagarto de Oz'.

#### Monedas de las damas reales y juego de medallones
La Royal Australian Mint emitió un conjunto de monedas conmemorativas especiales, tanto en oro como en plata, para conmemorar el Jubileo de Rubí de la reina. Titulado 'The Royal Ladies', el conjunto consta de cuatro monedas de prueba de veinticinco dólares que conmemoran el 40.º aniversario de la adhesión de la reina Isabel II. Los reversos representan a la reina Isabel, la reina madre, la princesa de Gales, la princesa real y la princesa Margarita, condesa de Snowdon. El conjunto también incluye un medallón.

### En Canadá
En 1990 se encargó una estatua ecuestre de la reina para conmemorar el Jubileo de Rubí y el 125.º aniversario de la Confederación en 1992. La estatua se inauguró el 30 de junio de 1992 durante la gira real de Canadá de 1992 de la reina, que tuvo lugar hasta el 3 de julio. La estatua se inauguró en los terrenos del Parliament Hill, situada frente a una estatua de la reina Victoria, la primera monarca de un Canadá confederado.
La reina realizó la gira real para presidir varias conmemoraciones relacionadas con el 125.º aniversario de la Confederación Canadiense y su Jubileo de Rubí. El mismo día que inauguró su estatua ecuestre, la reina también inauguró dos vidrieras en Rideau Hall, una para conmemorar su Jubileo de Rubí y la otra para conmemorar el 40.º aniversario del nombramiento del primer gobernador general de Canadá nacido en Canadá y el 25.º año del sistema de honores de Canadá. También presentó nuevos colores a su regimiento, los Canadian Grenadier Guards. Al día siguiente, presidió el juramento de los nuevos miembros del Consejo Privado de la Reina de Canadá, antes de presidir las celebraciones oficiales del Día de Canadá en Parliament Hill.

### En el Reino Unido
El Royal Anniversary Trust se estableció en 1990 para crear un programa nacional de actividades educativas y otros eventos que marcan el Queen's Ruby Jubilee en 1992.
El día de la adhesión, el primer ministro John Major y el líder de la oposición Neil Kinnock en la Cámara de los Comunes le felicitaron por alcanzar el hito. El mismo día, la reina Isabel II, vestida con un traje morado y un broche de diamantes y amatistas, salió a dar un paseo por el pueblo de Snettisham cerca de Sandringham, Norfolk, para conmemorar el 40 aniversario de su ascensión al trono. Fue recibida por miembros del público y le entregaron ramos de flores a la reina.
El 10 de febrero de 1992 se celebró una gala en la Royal Opera House para conmemorar el 40 aniversario del ascenso al trono de la reina. Contó con la presencia de la reina e incluyó una representación de Don Giovanni de Mozart.

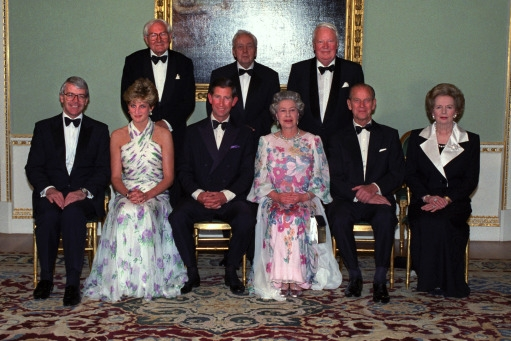
En el almuerzo en Spencer House organizado por los primeros ministros

El 14 de febrero, se anunció que la reina había acordado conferir el estatus de ciudad a Sunderland como parte de las celebraciones para conmemorar el Ruby Jubilee.
Ted Hughes compuso un poema El Unicornio para el Jubileo.
El 8 de julio de 1992, se llevó a cabo un homenaje en el Patio de la Fuente del Palacio de Hampton Court para celebrar el Jubileo de Rubí de la reina. Asistieron la reina y el príncipe Felipe. El homenaje comenzó después de que una niña obsequiara un ramo de rosas rojas a la reina.  Incluyó actuaciones de niños de todo el mundo para representar a la Commonwealth. El Ballet de la Juventud interpretó la 'polca de los ratones de la cocina real'.
El primer ministro John Major y los ex primeros ministros Harold Wilson, Edward Heath, James Callaghan y Margaret Thatcher ofrecieron un banquete en Spencer House el 27 de julio de 1992 para celebrar el 40 aniversario de la adhesión de la reina. El grupo real que asistió al banquete fue la reina, el príncipe Felipe de Edimburgo y el príncipe y la princesa de Gales.

## El Gran Evento
El 26 de octubre de 1992 se llevó a cabo en el Earl's Court de Londres una gran celebración de gala de los cuarenta años del reinado de la reina, titulada The Great Event, organizada por Royal Anniversary Trust y televisada en todo el mundo. A la gala asistieron más de 1.700 personas, entre las que se encontraban la reina, el duque de Edimburgo; Carlos y Diana, príncipe y princesa de Gales; El príncipe Andrés, duque de York, el príncipe Eduardo, la princesa Margarita, Catalina de Kent, la princesa Miguel de Kent, el primer ministro John Major, el líder del opositor Partido Laborista, John Smith, el secretario general de la Commonwealth Jefe Emeka Anyaoku, y el arzobispo de Canterbury, George Carey. El programa incluyó actuaciones de Dame Vera Lynn, Pearly Kings and Queens, Sixties Tiller Girls, el cantante pop Cliff Richard y Lonnie Donegan. Darcey Bussell y Zoltán Solymosi, miembros del Royal Ballet, interpretaron el pas de deux del Acto II de El lago de los cisnes. Más de 500 niños, que representaban a las naciones de la Commonwealth, participaron durante la gran final. Lucieron sus vestidos indígenas y se acomodaron en el escenario para formar un Mapamundi.
Durante el año, el Parlamento de Canadá también aprobó una moción de felicitación a la reina por alcanzar el hito.

## Documental
La BBC realizó un documental, llamado Elizabeth R: A Year in the Life of the Queen, para conmemorar el 40.º aniversario de la adhesión de la reina. La familia real vio y aprobó el documental antes de que fuera transmitido por televisión. La película se emitió el 6 de febrero de 1992, el 40.º Día de la Ascensión de la reina, y también se emitió en más de veinticinco países de todo el mundo. Obtuvo la mayor audiencia para un documental en la historia de la televisión británica y fue visto por más de la mitad de la población británica en 1992.

## Gran Banquete Real
El 24 de noviembre de 1992, se llevó a cabo un almuerzo en el Guildhall de Londres para honrar el Jubileo de Rubí de la reina, que marca cuarenta años en el trono. El evento fue organizado por la City of London Corporation y asistieron más de 500 personas, entre ellas la reina, el príncipe Felipe de Edimburgo, el lord mayor y la lady mayoress de Londres, y el primer ministro John Major y su esposa Norma Major. Con un vestido verde oscuro y un sombrero a juego, la reina pronunció un discurso "histórico", en el que describió el año 1992 como su Annus horribilis (una frase en latín que significa "año horrible"). En ese año, tres de los matrimonios de sus hijos se derrumbaron; un incendio destruyó más de cien habitaciones en el Castillo de Windsor; un escándalo provocado por la filtración de fotos intimas de Sarah Ferguson, duquesa de York, y la publicación del controvertido libro de Andrew Morton sobre Diana, princesa de Gales llamado Diana: su verdadera historia causó revuelo en Gran Bretaña y la monarquía. Como resultado, la opinión pública se volvió en contra de la Familia Real, y debido a esto, las celebraciones del jubileo se moderaron.
Además de eso, Mauricio, uno de los reinos de la reina, se convirtió en república el 12 de marzo; el 22 de octubre, durante una visita de estado a Alemania, manifestantes enojados en Dresde le arrojaron huevos,  y el 17 de diciembre, el gobierno australiano del republicano Paul Keating anunció que la reina sería retirada del juramento de ciudadanía australiana.